# Хосогай, Хадзимэ
Хадзимэ Хосогай (яп. 細貝 萌 Хосогай Хадзимэ, род. 10 июня 1986, Маэбаси[…]) — японский футболист, полузащитник клуба «Зеспакусацу Гумма».

## Карьера
Хосогай считался[кем?] одним из самых перспективных игроков «Урава Редс». Вместе со своим клубом он участвовал в Лиге чемпионов 2007 года и в клубном чемпионате мира. 23 декабря 2010 года покинул Японию и перешёл в немецкий клуб «Байер», который сразу же отдал его в аренду в «Аугсбург».
21 мая 2013 года Хосогай подписал 4-летний контракт с берлинской «Гертой».
Хосогай представлял Японию в различных возрастных категориях. Он был в составе сборной на летней Олимпиаде в Пекине. Дебютировал за главную сборную страны 4 сентября 2010 года в товарищеском матче против Парагвая. Забил свой первый гол за сборную 25 января 2011 года в полуфинале Кубка Азии 2011 против Южной Кореи, когда первым успел к мячу после того, как Кэйсукэ Хонда неудачно пробил пенальти.